# Avalanch

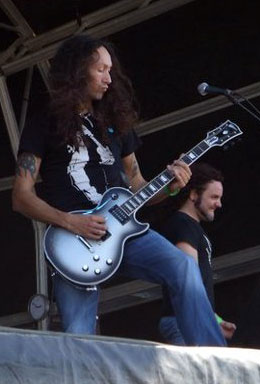
Dany León (2010)

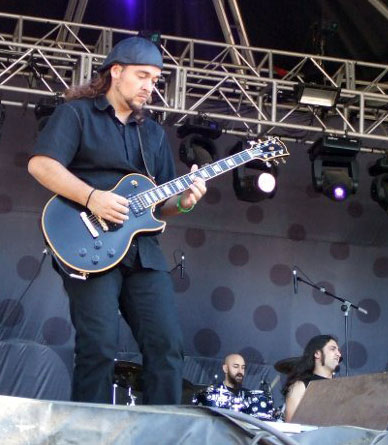
Alberto Rionda (2010)

Gli Avalanch sono un gruppo heavy/progressive metal spagnolo nato nel 1993. Assieme ai pionieri dello spanish metal, i Mägo de Oz, sono uno dei gruppi più apprezzati oltre ai Tierra Santa, benché abbiano decisamente più successo nel mondo latino più che in nord America e nell'Europa del Nord.

## Formazione

### Formazione attuale
- Ramón Lage - voce (2002-)
- Alberto Rionda - chitarra (1993-)
- Dany León - chitarra (2003-)
- Francisco Fidalgo - basso (1993-)
- Marco Álvarez - batteria (2003-)
- Roberto Junquera - tastiera (2003-)

### Ex componenti
- Charly García - basso (-1994)
- Javier de Castro - chitarra (-1994)
- Juan Ángel Aláez - chitarra (-1994)
- Fernando Mon - tastiera (-1996)
- Juan Lozano - voce (-1998)
- Víctor García - chitarra (-1997) e voce (1998-2001)
- Alberto Ardines - batteria (-2002)
- Roberto García - chitarra (-2003)
- Iván Blanco - tastiera (-2003)

## Discografia

### Album in studio
- 1997 – La llama eterna (pubblicato anche come Eternal Flame)
- 1999 – Llanto de un héroe
- 2001 – El ángel caído
- 2003 – Los poetas han muerto (pubblicato anche come Mother Earth)
- 2005 – El hijo pródigo
- 2007 – Muerte y vida
- 2010 - El Ladrón de Sueños
- 2011 - Malefic Time: Apocalypse
- 2017 - El ángel caído - XV aniversario
- 2019 - El secreto

### Album dal vivo
- 2005 – Dias de gloria

### Raccolte
- 2004 – Las ruinas del Edén
- 2005 – Un paso más
- 2012 – Del cielo a la tierra

### Demo
- 1993 – Ready to the Glory

DVD
- 2005 – Cien veces
- 2006 – Lágrimas negras

Singoli
- 2000 – Save Me
- 2001 – Delirios de grandeza
- 2003 – Lucero
- 2004 – Las ruinas del Edén
- 2004 – Where the Streets Have No Name
- 2005 – Alas de cristal
- 2010 - Mil Motivos
- 2012 - Malefic Time: Apocalypse